# 드레스트 2세 구르힌모흐
드레스트 구르힌모흐(Drest Gurthinmoch)는 480년에서 510년 사이 픽트인의 왕이었다.
《픽트 편년사》 열왕 목록들은 모두 드레스트의 재위기간을 네크탄 모르베트와 갈란 에릴리흐의 사이 30년으로 비정하고 있다. 이명 "구르힌모흐(Gurthinmoch)"의 의미는 불명확하지만, 앞 성분 "구르흐"는 웨일스어로 "위대한"이라는 뜻의 "구르드(gwrdd)"와 관련이 있을 수도 있다.

## 참고 자료
- Anderson, Alan Orr, Early Sources of Scottish History A.D 500–1286, volume 1. Reprinted with corrections. Paul Watkins, Stamford, 1990. ISBN 1-871615-03-8